# Seznam brixensko-bolzanských biskupů

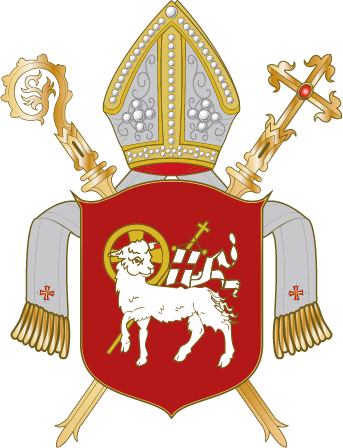
Znak knížecího biskupství

Toto je seznam bolzansko-brixenských biskupů. Diecéze bolzansko-brixenská je sufragánní biskupství tridentské arcidiecéze, do roku 1918 spadající pod arcidiecézi salcburskou jako knížecí biskupství Brixen (sufragánní biskupství).

## Biskupové
Uvedené letopočty jsou především do roku 1100 velmi přibližné, neboť chybějí spolehlivé prameny.
| Jméno                                                       | od                        | do                        | poznámka                                                                                          |
| biskupská rezidence Jevun                                   | biskupská rezidence Jevun | biskupská rezidence Jevun | biskupská rezidence Jevun                                                                         |
| ----------------------------------------------------------- | ------------------------- | ------------------------- | ------------------------------------------------------------------------------------------------- |
| Cassianus (?)                                               | ?                         | 365                       | legendární zakladatel diecéze                                                                     |
| Materninus (?)                                              | kolem roku 575            | ?                         |                                                                                                   |
| Ingenuinus                                                  | asi 577                   | asi 605                   |                                                                                                   |
| Konstantin                                                  | ?                         | ?                         |                                                                                                   |
| Prokop (Praecopius)                                         | ?                         | 645                       |                                                                                                   |
| Ursus                                                       | ?                         | ?                         |                                                                                                   |
| Pigentius (?)                                               | ?                         | ?                         |                                                                                                   |
| Praeiectus                                                  | ?                         | ?                         |                                                                                                   |
| Materninus (?)                                              | ?                         | ?                         |                                                                                                   |
| Marcellus (?)                                               | ?                         | ?                         |                                                                                                   |
| Valerián (?)                                                | ?                         | ?                         |                                                                                                   |
| Angellus (?)                                                | ?                         | ?                         |                                                                                                   |
| Aurelián (?)                                                | ?                         | ?                         |                                                                                                   |
| Antonín I. (?)                                              | ?                         | ?                         |                                                                                                   |
| Vavřinec (?)                                                | ?                         | ?                         |                                                                                                   |
| Mastulo (?)                                                 | ?                         | ?                         |                                                                                                   |
| Jan I. (?)                                                  | ?                         | ?                         |                                                                                                   |
| Alim                                                        | 749                       | 800                       |                                                                                                   |
| Jindřich I.                                                 | 805                       | 828                       |                                                                                                   |
| Aribo                                                       | 828                       | 842                       |                                                                                                   |
| Wilfund                                                     | 842                       | 845                       |                                                                                                   |
| Lantfrýd                                                    | 845                       | 875                       |                                                                                                   |
| Ceritus                                                     | 875                       | kolem 885                 |                                                                                                   |
| Zachariáš                                                   | 890                       | 907                       |                                                                                                   |
| Meginbert                                                   | 907                       | 926                       |                                                                                                   |
| Nithard                                                     | 926                       | 938                       |                                                                                                   |
| Wisunt                                                      | 938                       | 956                       |                                                                                                   |
| Richbert                                                    | 956                       | 975                       |                                                                                                   |
| biskupská rezidence Brixen (knížata-biskupové do roku 1918) |                           |                           |                                                                                                   |
| Albuin                                                      | 975                       | 1006                      | světec, v roce 990 přeložil biskupskou rezidenci do Brixenu                                       |
| Adalbero Brixenský                                          | 1006                      | 1017                      |                                                                                                   |
| Heriward                                                    | 1017                      | 1022                      |                                                                                                   |
| Hartvík                                                     | 1022                      | 1039                      |                                                                                                   |
| Poppo                                                       | 1039                      | 1048                      | od roku 1047 papežem jako Damasus II.                                                             |
| Altwin                                                      | 1049                      | 1097                      | ve sporu o investituru věrný císaři                                                               |
| Purkhard                                                    | 1091                      | 1099                      | papežský protibiskup                                                                              |
| Anto/Anzo                                                   | 1097                      | 1100                      | věrný císaři                                                                                      |
| Hugo                                                        | 1100                      | 1125                      |                                                                                                   |
| Reginbert                                                   | 1125                      | 1140                      |                                                                                                   |
| Hartmann                                                    | 1140                      | 1164                      | blahoslavený                                                                                      |
| Otto z Andechsu                                             | 1165                      | 1170                      | nevysvěcen, roku 1170 stáhl kandidaturu, později biskup bamberský 1177–1196                       |
| Jindřich z Fügenu                                           | 1170                      | 1174                      |                                                                                                   |
| Richer z Hohenburgu                                         | 1174                      | 1177                      |                                                                                                   |
| Jindřich z Berchtesgadenu                                   | 1118                      | 1196                      | Probošt v Berchtesgadenu, poté protibiskup salcburský                                             |
| Eberhard z Regensbergu                                      | 1196                      | 1200                      | poté arcibiskup salcburský                                                                        |
| Konrád z Rodanku                                            | 1200                      | 1216                      |                                                                                                   |
| Bertold z Neifenu                                           | 1216                      | 1224                      |                                                                                                   |
| Jindřich z Taufers                                          | 1224                      | 1239                      |                                                                                                   |
| Egnus z Eppanu                                              | 1240                      | 1250                      | od roku 1250 biskup tridentský                                                                    |
| Bruno z Kirchbergu                                          | 1250                      | 1288                      |                                                                                                   |
| Jindřich z Trevejachu                                       | 1290                      | 1295                      |                                                                                                   |
| Landulf Milánský                                            | 1295                      | 1300                      |                                                                                                   |
| Konrád Waldner                                              | 1301                      | 1301                      |                                                                                                   |
| Arnold (protibiskup)                                        | 1302                      | 1302                      |                                                                                                   |
| Jan Sax ze Sasnova                                          | 1302                      | 1306                      | Probošt v Berchtesgadenu                                                                          |
| Jan Vulfing z Ostrova                                       | 1306                      | 1322                      | poté biskup bamberský, od roku 1323 biskup freisinský                                             |
| Oldřich ze Schlüsselbergu                                   | 1322                      | 1322                      |                                                                                                   |
| Konrád z Klingenbergu                                       | 1322                      | 1324                      | poté biskup freisinský                                                                            |
| Albert I. Ennský                                            | 1324                      | 1336                      |                                                                                                   |
| Maouš z Gassenu                                             | 1336                      | 1363                      |                                                                                                   |
| Lamprecht z Brunnu                                          | 1363                      | 1364                      | Elekt a v roce 1364 též biskup špýrský, od roku 1371 arcibiskup štrasburský a 1374 bamberský 1374 |
| Jan Ribi z Lenzburgu                                        | 1364                      | 1374                      | předtím biskup gurský                                                                             |
| Albert II. z Enna                                           | 1374                      | 1376                      |                                                                                                   |
| Fridrich z Erdingenu                                        | 1376                      | 1396                      | předtím biskup churský                                                                            |
| Oldřich Prustl                                              | 1396                      | 1417                      |                                                                                                   |
| Šebestián Stempfl                                           | 1417                      | 1418                      |                                                                                                   |
| Bertold z Bückelsburgu                                      | 1418                      | 1427                      |                                                                                                   |
| Oldřich Puč                                                 | 1427                      | 1437                      |                                                                                                   |
| Jiří Štubajský                                              | 1437                      | 1443                      |                                                                                                   |
| Jan Röttel                                                  | 1444                      | 1450                      |                                                                                                   |
| Mikuláš Kusánský                                            | 1450                      | 1464                      | kardinál Cusanus                                                                                  |
| Jiří Golser                                                 | 1464                      | 1488                      |                                                                                                   |
| Melchior z Meckau                                           | 1488                      | 1509                      | kardinál                                                                                          |
| Kryštof ze Schroffensteinu                                  | 1509                      | 1521                      |                                                                                                   |
| Šebestián Sprenz                                            | 1521                      | 1525                      |                                                                                                   |
| Jiří Rakouský                                               | 1526                      | 1539                      | poté biskup ve Valencii                                                                           |
| Bernhard z Cles                                             | 1539                      | 1539                      | předtím biskup tridentský, kardinál                                                               |
| Kryštof Fuchs z Fuchsbergu                                  | 1539                      | 1542                      |                                                                                                   |
| Kryštof z Madruzza                                          | 1542                      | 1578                      | současně biskup tridentský, kardinál                                                              |
| Jan Tomáš ze Spauru                                         | 1578                      | 1591                      |                                                                                                   |
| Ondřej Rakouský                                             | 1591                      | 1600                      | současně biskup kostnický, kardinál                                                               |
| Kryštof Ondřej ze Spauru                                    | 1601                      | 1613                      |                                                                                                   |
| Karel Rakouský                                              | 1613                      | 1624                      | současně kníže-biskup vratislavský                                                                |
| Jeroným Otto Agricola                                       | 1625                      | 1627                      |                                                                                                   |
| Daniel Zen                                                  | 1627                      | 1628                      |                                                                                                   |
| Vilém z Welspergu                                           | 1629                      | 1641                      |                                                                                                   |
| Jan Platzgummer                                             | 1641                      | 1647                      |                                                                                                   |
| Antonín Crosini z Bonporta                                  | 1647                      | 1663                      |                                                                                                   |
| Zikmund Alfons z Thunu                                      | 1663                      | 1677                      |                                                                                                   |
| Paulinus Mayr                                               | 1677                      | 1685                      |                                                                                                   |
| Jan František hrabě Khuen z Belasi                          | 1685                      | 1702                      |                                                                                                   |
| Kašpar Ignác z Küniglu                                      | 1702                      | 1747                      |                                                                                                   |
| Leopold ze Spauru                                           | 1747                      | 1778                      |                                                                                                   |
| Ignác ze Spauru                                             | 1779                      | 1779                      |                                                                                                   |
| Josef ze Spauru                                             | 1779                      | 1791                      | předtím biskup sekavský                                                                           |
| Karel František z Lodronu                                   | 1791                      | 1828                      |                                                                                                   |
| Bernhard Galura                                             | 1829                      | 1856                      |                                                                                                   |
| Vinzenz Gasser                                              | 1856                      | 1879                      |                                                                                                   |
| Johann von Leiß                                             | 1880                      | 1884                      |                                                                                                   |
| Simon Aichner                                               | 1884                      | 1904                      |                                                                                                   |
| Josef Altenweisel                                           | 1904                      | 1912                      |                                                                                                   |
| Franz Egger                                                 | 1912                      | 1918                      |                                                                                                   |
| Franz Schmid                                                | 1918                      | 1921                      | Kapitulní vikář                                                                                   |
| Johannes Raffl                                              | 1921                      | 1927                      |                                                                                                   |
| Josef Mutschlechner                                         | 1928                      | 1930                      | Administrátor                                                                                     |
| Johannes Geisler                                            | 1930                      | 1952                      |                                                                                                   |
| Joseph Gargitter                                            | 1952                      | 1986                      | od roku 1964 biskup bolzansko-brixenský                                                           |
| biskupská rezidence Bolzano                                 |                           |                           |                                                                                                   |
| Wilhelm Egger OFMCap                                        | 1986                      | 2008                      |                                                                                                   |
| Karl Golser                                                 | 2009                      | 2011                      |                                                                                                   |
| Ivo Muser                                                   | 2011                      |                           |                                                                                                   |

### Prameny
- Ernst Friedrich Moyer: Verzeichnisse der deutschen Bischöfe seit dem Jahr 800 nach Chr. Geb., Minden 1854, str. 19–20.
- Oswald Redlich: Zur Geschichte der Bischöfe von Brixen vom 10. bis in das 12. Jahrhundert (907–1125). In: Zeitschrift des Ferdinandeums für Tirol und Vorarlberg III/28 (1884), str. 1–52. Tiroler Landesmuseum Ferdinandeum, Innsbruck Soubor pdf